# Гусятинський район
Гуся́тинський райо́н — колишній район у східній частині Тернопільської області. Утворений у січні 1940. Площа — 1 тис. км². Населення — 60 тис. осіб (2017).

## Адміністративний поділ
У районі:
- 2 міста (Копичинці та Хоростків),
- 2 смт (Гримайлів і Гусятин) та 60 сіл.

## Географія
Територія району розташована на Подільській височині (абсолютна висота 300—400 м), поверхня розчленована долинами лівих приток річки Дністер (найбільші — Збруч і Нічлава) та правих приток річки Збруч (найбільші — Гнила і Тайна).
Ліси займають 16,69 тис. га.
Є поклади глини, кварцових пісків, крейди, мергелю, гравію, гальки.
Клімат помірно континентальний, ґрунтово-кліматичні умови сприятливі для сільського господарства.

## Транспорт
Територією району проходить автошлях E85.
Приміські пасажирські перевезення здійснюються поїздами, що курсують із Тернополя до Заліщиків, Чорткова, Іване-Пустого через низку зупинок у районі. Віднедавна курсує поїзд «Тернопіль-Гусятин» (рух поїзда відновлено з 1 вересня 2017).
На станціях Хоростків і Копичинці можна також сісти на пасажирський поїзд 357 Київ-Рахів.

## Історія
Територія Гусятинського району заселена в добу пізнього палеоліту (4-3 тисячі років до н. е.).
Наприкінці X століття територія району належала до Київської Русі, потім — до Теребовлянського, згодом — Галицького та Галицько-Волинського князівств. 14-18 ст. Гусятинщина — під владою Польщі. 1594–1596 населення краю брало участь у повстанні під проводом С. Наливайка. 1772–1918 — тер. Гусятинського району входила до Австрії (від 1867 — Австро-Угорщина).
Від листопада 1918 до липня 1919 належала до ЗУНР, 1921–1939 — знову до Польщі, від вересня 1939 — до УРСР.
Від кінця XIX століття до 1939 на Гусятинщині діяли товариства «Просвіта», «Сільський господар», «Січ», «Сокіл», «Пласт», «Рідна школа».
Під час І світової війни на території краю тривали бої між австрійською і російською арміями, тут воювали УСС, чимало сіл було зруйновано.
Від 1930-х розгорнули діяльність підпільні групи ОУН. 1940-ві — початок 1950-х активно діяли групи УПА.
Утворений район 17 січня 1940 р. з міста Гусятин і трьох сільських ґмін Копичинецького повіту: Васильківці, Городниця і Гусятин. У післявоєнний період селян позбавлено майна і землі, сільське господарство було колективізоване. Від травня 1963 до січня 1965 територія нинішнього Гусятинського району належала до Чортківського району.
25 травня 2014 року відбулися Президентські вибори України. У межах Гусятинського району було створено 68 виборчих дільниць. Явка на виборах складала — 81,68 % (проголосували 39 000 із 47 745 виборців). Найбільшу кількість голосів отримав Петро Порошенко — 58,99 % (23 007 виборців); Юлія Тимошенко — 15,74 % (6 139 виборців), Олег Ляшко — 12,63 % (4 925 виборців), Анатолій Гриценко — 6,57 % (2 563 виборців). Решта кандидатів набрали меншу кількість голосів. Кількість недійсних або зіпсованих бюлетенів — 0,68 %.

## Населення
Розподіл населення за віком та статтю (2001)
| Стать | Всього | До 15 років | 15-24 | 25-44 | 45-64 | 65-85 | Понад 85 |
| --- | ------ | ----------- | ----- | ----- | ----- | ----- | -------- |
| Чоловіки | 31 227 | 6248        | 4777  | 9514  | 6652  | 3883  | 153      |
| Жінки | 35 570 | 5815        | 4388  | 9003  | 8148  | 7602  | 614      |
| \| Статево-вікова піраміда \| Статево-вікова піраміда \| Статево-вікова піраміда \| \| ----------------------- \| ----------------------- \| ----------------------- \| \| Чоловіки \| Вік \| Жінки \| \| 153 \| 85 + \| 614 \| \| 283 \| 80-84 \| 841 \| \| 684 \| 75-79 \| 1909 \| \| 1279 \| 70-74 \| 2280 \| \| 1637 \| 65-69 \| 2572 \| \| 1595 \| 60-64 \| 2332 \| \| 1274 \| 55-59 \| 1675 \| \| 1745 \| 50-54 \| 2011 \| \| 2038 \| 45-49 \| 2130 \| \| 2551 \| 40-44 \| 2505 \| \| 2336 \| 35-39 \| 2164 \| \| 2237 \| 30-34 \| 2115 \| \| 2390 \| 25-29 \| 2219 \| \| 2372 \| 20-24 \| 2082 \| \| 2405 \| 15-20 \| 2306 \| \| 2397 \| 10-14 \| 2314 \| \| 2118 \| 5-9 \| 1910 \| \| 1733 \| 0-4 \| 1591 \| |        |             |       |       |       |       |          |
| Статево-вікова піраміда |        |             |       |       |       |       |          |
| Чоловіки | Вік    | Жінки       |       |       |       |       |          |
| 153 | 85 +   | 614         |       |       |       |       |          |
| 283 | 80-84  | 841         |       |       |       |       |          |
| 684 | 75-79  | 1909        |       |       |       |       |          |
| 1279 | 70-74  | 2280        |       |       |       |       |          |
| 1637 | 65-69  | 2572        |       |       |       |       |          |
| 1595 | 60-64  | 2332        |       |       |       |       |          |
| 1274 | 55-59  | 1675        |       |       |       |       |          |
| 1745 | 50-54  | 2011        |       |       |       |       |          |
| 2038 | 45-49  | 2130        |       |       |       |       |          |
| 2551 | 40-44  | 2505        |       |       |       |       |          |
| 2336 | 35-39  | 2164        |       |       |       |       |          |
| 2237 | 30-34  | 2115        |       |       |       |       |          |
| 2390 | 25-29  | 2219        |       |       |       |       |          |
| 2372 | 20-24  | 2082        |       |       |       |       |          |
| 2405 | 15-20  | 2306        |       |       |       |       |          |
| 2397 | 10-14  | 2314        |       |       |       |       |          |
| 2118 | 5-9    | 1910        |       |       |       |       |          |
| 1733 | 0-4    | 1591        |       |       |       |       |          |

## Соціальна сфера
Діють:
- Гусятинський коледж ТНТУ,
- 49 ЗОШ,
- школа-дитсадок,
- музичні школи,
- 65 клубних установ, серед них один — РБК, три — МБК,
- 3 міськ. клуби,
- 2 сільських Будинки культури,
- 37 сільських клубів,
- 9 музеїв та музейних кімнат (у тому числі 2 державних — Гусятинський краєзнавчий та Копичинський музей театрального мистецтва),
- райлікарня.

## Релігія
Зареєстровано 104 релігійних громади:
- 60 — УГКЦ,
- 30 — ПЦУ,
- 11 — РКЦ,
- 5 — ХВЄ,
- 1 — Адвентизм.

## Архітектурні пам'ятки
Архітектурні пам'ятки, меморіали і пам'ятники видатним діячам:
- Онуфріївська церква (XVI ст.),
- костьол Бернардинів (1610),
- синагога (XVII ст.),
- руїни замку (початок XIX століття) у Гусятині,
- церква Воздвиження Чесного Хреста (1630) у місті Копичинці,
- церква св. Параскеви (1512) у с. Крогулець,
- замок (XVII ст.) та костел (1731) у селі Сидорів,
- синагога, руїни замку (XIX ст.) й пам'ятник А. Міцкевичу (1898) у смт Гримайлів,
- церква святого Димитрія (1648) і пам'ятник М. Заборовському (1832) у селі Суходіл тощо.

У районі налічується 5 дерев'яних церков:
| Назва населеного пункту | Патрон церкви                    | Рік побудови                                                 |
| ----------------------- | -------------------------------- | ------------------------------------------------------------ |
| Копичинці               | Воздвиженська церква з дзвіницею | 1630                                                         |
| Верхівці                | Різдва Христового                | 1888                                                         |
| Волиця                  | святої Анни та дзвіниця          | 1750                                                         |
| Козина                  | святої Параскеви                 | 1800                                                         |
| Майдан                  | Пресвятої Трійці                 | 1927, перевезена зі с. Скородинці, нині Чортківського району |

### 7 чудес
Копичинецький музей театрального мистецтва, Личковецьке замчище, пам'ятник поміщику Заборовському, водяний млин у селі Трибухівцях, Меморіальний комплекс національно-визвольних змагань у Копичинцях та Тудорові, Сидорівський замок, храми Гусятина: Синагога, Онуфріївська церква та костел Бернардинів, храм Воздвиження Чесного Хреста у Копичинцях.

## Відомі люди

### Народилися
- письменники Мирослав Капій, Богдан Лепкий, Денис Лукіянович, Микола Тарновський, Осип Шпитко,
- фізик Іван Пулюй,
- мовознавець Василь Сімович,
- актор і режисер Григорій Гладій,
- вчений-біолог Олег Пилипчук,
- театрознавець і літературознавець Ростислав Пилипчук,
- композитор, диригент і музичний діяч Денис Січинський,
- поет-пісняр Степан Галябарда,
- літератори Іван Бандурка, Марія Валевська, Володимир Швак,
- правник Іван Борисикевич,
- етнографи Генрик Біґеляйзен, Гнат Галька, Михайло Ломацький,
- громадсько-політичні діячі Василь Мудрий і Володимир Темницький,
- міністр оборони Ізраїлю Пінхас Лавон
- командир дивізії «Галичина», Командор, Рицар Ордену Святого Папи Сильвестра Євген Побігущий,
- громадські діячі Григорій, Михайло і Павло Байраки, Володислав Федорович та інші.

## Природно-заповідний фонд
Станом на 1 січня 2017 року на території району є 27 територій та об'єктів природно-заповідного фонду загальною площею 14443,5508 га:
- 1 природний заповідник площею 8774,8608 га,
- 1 ботанічний заказник загальнодержавного значення загальною площею 2103,0 га,
- 1 геологічна пам'ятка природи загальнодержавного значення,
- 1 дендрологічний парк загальнодержавного значення площею 18,0 га,
- 2 заказники місцевого значення загальною площею 3131,1 га:
  - 1 ботанічний заказник загальною площею 14,1 га,
  - 1 загальнозоологічний заказник загальною площею 3117,0 га,
- 19 пам'яток природи місцевого значення загальною площею 9,59 га:
  - 1 геологічна пам'ятка природи загальною площею 0,50 га,
  - 3 гідрологічних пам'яток природи загальною площею 0,05 га,
  - 15 ботанічних пам'яток природи загальною площею 9,03 га,
- 1 заповідне урочище площею 394,0 га,
- 1 парк-пам'ятка садово-паркового мистецтва місцевого значення площею 13,0 га.

Входить до складу територій ПЗФ інших категорій 4 об'єкти загальною площею 1,04 га.

## Археологічні пам'ятки
На території Гусятинського району знайдено близько 80 археологічних пам'яток, серед них селища, городища, курганні та ґрунтові могильники.
1848 поблизу с. Личківців у річці Збруч знайдений Збручанський ідол, згодом у с. Городниці — капище, де він стояв, жертовник.
Відкрито залишки поселення трипільської культури, поховання доби міді, розкопано кілька курганів ранньоскіфських часів (VII—VI ст. до н. е.), знайдено окремі речі культури кулястих амфор.
На околицях сіл Калагарівки й Крутилова знайдено римський скляний посуд і бронзові прикраси, виявлено поселення трипільської та черняхівської культур.